# Psydrax pergracilis
Espèce
Synonymes
- Canthium didymum var. rostrata Thwaites[1]
- Canthium pergracile Bourd.[1]
- Plectronia pergracilis (Bourd.) Gamble[1]

Statut de conservation UICN

 EN B1+2c : En danger
Psydrax pergracilis est une espèce de plantes de la famille des Rubiaceae.

## Publication originale
- Blumea 41(2): 462. 1996.